# 李錫柱
李 錫柱（イ・ソクチュ、朝鮮語: 이석주、1904年1月28日 - 1998年10月30日または10月31日）は、日本統治時代の朝鮮の独立運動家、大韓民国の政治家。制憲韓国国会議員。
本貫は全義李氏。儒学者の李時衡は父、独立運動家の李錫圭は兄、元国会議員の李哲承は甥。元国会議員の林鍾基は娘婿。

## 経歴
全羅北道全州または完州出身。漢文書堂修学を経て、私立湖英学校中等科卒。日本統治時代に農業、商業、鉱業を営み、特に麗水郡の突山島で大きな鉱山を運営した。また、三・一運動の後に兄の李錫圭と共に独立運動を行い、上海臨時政府と連携し宋鎮禹、金性洙らを支援して抗日運動を展開した。解放後は1945年に韓国民主党中央常務委員・本部財政部次長を務めたが、1946年に離党し、反託闘争委員会中央本部委員、大韓労働総連合中央常委・財政部長、民族代表中央本部財政副委員、大韓独立農民総連盟中央本部常務委員・財政部長、私立湖英学校長などを務めた。1948年の初代総選挙で完州乙選挙区から国会議員に当選し、国会産業委員会鉱工分科委員として活躍しながら、人事刷新（内務部長官の辞職勧告）に関する建議案を提出し、通過させた。1950年の第2代総選挙にも出馬したが落選した。その後1952年に民主国民党政策委員となったが、同年6月に金性洙、張勉ら81名と共に釜山国際倶楽部に集まり、政府側の「大統領直選制改憲案」に反対し、反独裁護憲救国宣言を図ったいわゆる国際倶楽部事件で拘束されたが、不起訴処分を受けた。
1998年10月30日または31日、ソウル市瑞草区の自宅で持病により死去。享年95。